# Coccostromopsis chamaedoreae
Coccostromopsis chamaedoreae är en svampart som först beskrevs av Hans Sydow, och fick sitt nu gällande namn av K.D. Hyde & P.F. Cannon 1999. Coccostromopsis chamaedoreae ingår i släktet Coccostromopsis och familjen Phyllachoraceae.   Inga underarter finns listade i Catalogue of Life.